# 미야우치 사토시
미야우치 사토시(일본어: 宮内 聡, 1959년 11월 26일 ~ )는 일본의 전직 축구 선수이자 축구 지도자로 선수 시절 포지션은 미드필더였다.

## 선수 시절

### 클럽
1959년 11월 26일 일본 도쿄도 출생으로 1978년 후루카와 전기 입단을 통해 프로에 입문했고 이후 1988년 은퇴할 때까지 프로 통산 114경기 6골을 기록하며 1985-86 일본 사커 리그 우승, JSL컵 2회 우승 및 1회 준우승, 1984년 일왕배 준우승, 1986년 AFC 챔피언스리그 우승 등에 이바지했으며 2번의 일본 사커 리그 베스트 11에도 선정되는 영예를 안았다.

### 국가대표팀
일본 U-20 대표팀 시절 자국에서 열린 1979년 FIFA U-20 월드컵 출전 명단에 이름을 올리긴 했으나 단 1경기도 출전 기회를 얻지 못했다. 그리고 1984년 9월 30일 대한민국과의 친선 경기에서 국제 A매치 데뷔전을 치렀으며 이후 1986년 아시안 게임과 1988년 하계 올림픽 축구 아시아 지역 예선에 출전하였으며 A매치 통산 20경기의 기록을 남긴 뒤 국가대표팀 유니폼을 반납했다.

## 지도자 경력
선수 은퇴 이후 1989년 일본 여자 축구 리그의 이가 FC 쿠노이치 미에의 감독을 맡아 리그 2회 우승, 1994년 여황배 우승을 이끌었고 1997년 일본 여자 축구 국가대표팀의 감독으로 1997년 AFC 여자 아시안컵 3위, 1998년 아시안 게임 동메달을 이끌었으나 이후 1999년 FIFA 여자 월드컵 조별리그 탈락, 2000년 하계 올림픽 본선 진출 실패의 책임을 지고 1999년 일본 여자 대표팀 감독직을 내려놓았다.

## 통계
| 일본 | 일본 | 일본 |
| 연도 | 출전 | 득점 |
| ---- | ---- | ---- |
| 1984 | 1    | 0    |
| 1985 | 8    | 0    |
| 1986 | 6    | 0    |
| 1987 | 5    | 0    |
| 통산 | 20   | 0    |